# Raport Wolfendena
Raport Wolfendena (ang. Report of the Departmental Committee on Homosexual Offences and Prostitution lub the Wolfenden report) – brytyjski dokument na temat sytuacji prawnej homoseksualizmu i prostytucji opublikowany 4 września 1957 roku, po tym, jak kilku znanych Brytyjczyków zostało skazanych za akty homoseksualne, m.in. Lord Montagu, Michael Pitt-Rivers, Alan Turing i Peter Wildeblood. Pod koniec 1954 roku, w więzieniach brytyjskich znajdowało się 1 069 mężczyzn skazanych za homoseksualizm.  
Komitet, który opracował raport, składał się z 15 osób (3 kobiet i 12 mężczyzn), pod przewodnictwem Johna Wolfendena (1906–1985, w owym czasie wicedziekan uniwersytetu w Reading). Zadaniem raportu miało być rozważenie ewentualnych modyfikacji w prawie i w badaniach na temat homoseksualizmu i prostytucji, które miałyby posłużyć rządowi do faktycznego wprowadzenia zmian prawnych. Po dwóch latach pracy komitet Wolfendena wypowiedział się za dekryminalizacją homoseksualizmu w Wielkiej Brytanii, jako że nie znaleziono dowodów na to, że homoseksualizm był chorobą lub symptomem patologicznym, lub że stanowił zagrożenie dla pożycia rodzinnego. 
Wśród prawników popierających raport znajdował się m.in. Herbert Hart, który sprzeciwiał się negatywnym analizom sędziego Patricka Devlina. Pierwszą rzeczywistą konsekwencją Raportu było wprowadzenie Sexual Offences Act w 1967 roku.